# Progona luridipennis
Progona luridipennis är en fjärilsart som beskrevs av Hermann Burmeister 1878. Progona luridipennis ingår i släktet Progona och familjen björnspinnare. Inga underarter finns listade i Catalogue of Life.